# Portalegre (kommun i Brasilien)
Portalegre är en kommun i Brasilien.   Den ligger i delstaten Rio Grande do Norte, i den östra delen av landet, 1 500 km nordost om huvudstaden Brasília. Antalet invånare är 7 297.
Omgivningarna runt Portalegre är huvudsakligen savann. Runt Portalegre är det ganska tätbefolkat, med 58 invånare per kvadratkilometer.